# José Miguel Martínez Hernández
José Miguel Martínez Hernández (sinh ngày 4 tháng 8 năm 1963 tại Quivicán), là nhà bất đồng chính kiến người Cuba. Ông là người quản thủ thư viện "tướng Juan Bruno Zayas". Ông là đại diện của Phong trào "Movimiento 24 de Febrero" và tham gia dự án Varela.
Ông bị chính phủ Cuba bắt trong vụ mùa Xuân đen năm 2003 và bị xử phạt 13 năm tù. Người bạn tù cùng xà lim đã mô tả ông như một con nhện xanh (Green Spider).